# قائمة قرارات مجلس الأمن التابع للأمم المتحدة من 1101 إلى 1200
هذه قائمة قرارات مجلس أمن الأمم المتحدة رقم 1101 إلى 1200 المعتمدة في الفترة بين 28 مارس 1997 و30 سبتمبر 1998.

## القائمة
| القرارات | التاريخ        | التصويت                                          | الاهتمامات                                                                                                |
| -------- | -------------- | ------------------------------------------------ | --- |
| 1101     | 28 مارس 1997   | 14–0–1 (الممتنعون: الصين)                        | إنشاء قوة حماية متعددة الجنسيات في ألبانيا خلال تمرد 1997 في ألبانيا                                      |
| 1102     | 31 مارس 1997   | 15-0-0                                           | تمدد ولاية بعثة الأمم المتحدة للتحقق في أنغولا الثالثة                                                    |
| 1103     | 31 مارس 1997   | 15-0-0                                           | زيادة قوة بعثة الأمم المتحدة في البوسنة والهرسك                                                           |
| 1104     | 8 أبريل 1997   | 15-0-0                                           | الترشيحات للقضاة في المحكمة الجنائية الدولية ليوغوسلافيا السابقة                                          |
| 1105     | 9 أبريل 1997   | 15-0-0                                           | تعليق خفض العنصر العسكري لقوة الأمم المتحدة للانتشار الوقائي، مقدونيا                                     |
| 1106     | 16 أبريل 1997  | 15-0-0                                           | تمدد ولاية بعثة الأمم المتحدة للتحقق في أنغولا الثالثة؛ انسحاب الوحدات العسكرية                           |
| 1107     | 16 مايو 1997   | 15-0-0                                           | زيادة عدد أفراد الشرطة كجزء من بعثة الأمم المتحدة في البوسنة والهرسك                                      |
| 1108     | 22 مايو 1997   | 15-0-0                                           | تمديد ولاية بعثة الأمم المتحدة للاستفتاء في الصحراء الغربية                                               |
| 1109     | 28 مايو 1997   | 15-0-0                                           | تمدد ولاية قوة الأمم المتحدة لمراقبة فض الاشتباك                                                          |
| 1110     | 28 مايو 1997   | 15-0-0                                           | تمدد ولاية قوة الأمم المتحدة للانتشار الوقائي                                                             |
| 1111     | 4 يونيو 1997   | 15-0-0                                           | امتداد برنامج النفط مقابل الغذاء في العراق                                                                |
| 1112     | 12 يونيو 1997  | 15-0-0                                           | تعيين كارلوس وستندورب الممثل الأعلى للبوسنة والهرسك                                                       |
| 1113     | 12 يونيو 1997  | 15-0-0                                           | تمديد ولاية بعثة مراقبي الأمم المتحدة في طاجيكستان                                                        |
| 1114     | 19 يونيو 1997  | 14–0–1 (الممتنعون: الصين)                        | تمدد ولاية القوة متعددة الجنسيات مؤقتًا في ألبانيا                                                         |
| 1115     | 21 يونيو 1997  | 15-0-0                                           | رفض العراق السماح لـ اللجنة الخاصة للأمم المتحدة بالوصول إلى المواقع                                      |
| 1116     | 27 يونيو 1997  | 15-0-0                                           | تمديد ولاية بعثة مراقبي الأمم المتحدة في ليبريا                                                           |
| 1117     | 27 يونيو 1997  | 15-0-0                                           | تمديد ولاية قوة الأمم المتحدة لحفظ السلام في قبرص                                                         |
| 1118     | 30 يونيو 1997  | 15-0-0                                           | إنشاء بعثة مراقبي الأمم المتحدة في أنغولا                                                                 |
| 1119     | 14 يوليو 1997  | 15-0-0                                           | تمدد ولاية بعثة مراقبي الأمم المتحدة في بريفلاكا                                                          |
| 1120     | 14 يوليو 1997  | 15-0-0                                           | تمدد ولاية سلطة الأمم المتحدة الانتقالية في سلافونيا الشرقية وبارانيا وسيرميوم الغربية                    |
| 1121     | 22 يوليو 1997  | 15-0-0                                           | تحديد ميدالية داغ همرشولد لحفظ السلام                                                                     |
| 1122     | 29 يوليو 1997  | 15-0-0                                           | تمدد ولاية قوة الأمم المتحدة المؤقتة في لبنان                                                             |
| 1123     | 30 يوليو 1997  | 15-0-0                                           | تشكيل بعثة الأمم المتحدة الانتقالية في هايتي                                                              |
| 1124     | 31 يوليو 1997  | 15-0-0                                           | تمديد ولاية بعثة مراقبي الأمم المتحدة في جورجيا                                                           |
| 1125     | 6 أغسطس 1997   | 15-0-0                                           | الأدن باستمرار بعثة البلدان الأفريقية لمراقبة تنفيذ اتفاقات بانغي في جمهورية أفريقيا الوسطى               |
| 1126     | 27 أغسطس 1997  | 15-0-0                                           | الانتهاء من القضايا في المحكمة الجنائية الدولية ليوغوسلافيا السابقة من قبل القضاة الذين تنتهي مدة ولايتهم |
| 1127     | 28 أغسطس 1997  | 15-0-0                                           | فرض عقوبات على يونيتا لعدم الامتثال لـ بروتوكول لوساكا في أنجولا                                          |
| 1128     | 12 سبتمبر 1997 | 15-0-0                                           | تمديد ولاية بعثة مراقبي الأمم المتحدة في طاجيكستان                                                        |
| 1129     | 12 سبتمبر 1997 | 14–0–1 (امتناع: روسيا)                           | امداد العراق برنامج النفط مقابل الغذاء                                                                    |
| 1130     | 29 سبتمبر 1997 | 15-0-0                                           | تعليق سريان مفعول الجزاءات في أنجولا                                                                      |
| 1131     | 29 سبتمبر 1997 | 15-0-0                                           | تمديد ولاية بعثة الأمم المتحدة للاستفتاء في الصحراء الغربية                                               |
| 1132     | 8 أكتوبر 1997  | 15-0-0                                           | فرض النفط وحظر الأسلحة على سيراليون خلال الحرب الأهلية في سيراليون                                        |
| 1133     | 20 أكتوبر 1997 | 15-0-0                                           | تمديد ولاية بعثة الأمم المتحدة للاستفتاء في الصحراء الغربية                                               |
| 1134     | 23 أكتوبر 1997 | 10–0–5 (امتناع: الصين، مصر، فرنسا، كينيا، روسيا) | استمرار رفض العراق السماح لـ اللجنة الخاصة للأمم المتحدة بالوصول إلى المواقع                              |
| 1135     | 29 أكتوبر 1997 | 15-0-0                                           | تمدد ولاية بعثة مراقبي الأمم المتحدة في أنغولا؛ انسحاب الوحدات العسكرية                                   |
| 1136     | 6 نوفمبر 1997  | 15-0-0                                           | الأدن باستمرار بعثة البلدان الأفريقية لمراقبة تنفيذ اتفاقات بانغي في جمهورية أفريقيا الوسطى               |
| 1137     | 12 نوفمبر 1997 | 15-0-0                                           | فرض عقوبات وحظر سفر على العراق في أعقاب عدم الامتثال لـ اللجنة الخاصة للأمم المتحدة                       |
| 1138     | 14 نوفمبر 1997 | 15-0-0                                           | تمديد ولاية بعثة مراقبي الأمم المتحدة في طاجيكستان                                                        |
| 1139     | 21 نوفمبر 1997 | 15-0-0                                           | تمدد ولاية قوة الأمم المتحدة لمراقبة فض الاشتباك                                                          |
| 1140     | 28 نوفمبر 1997 | 15-0-0                                           | تمدد ولاية قوة الأمم المتحدة للانتشار الوقائي                                                             |
| 1141     | 28 نوفمبر 1997 | 15-0-0                                           | تشكيل شرطة الأمم المتحدة للشرطة المدنية في هايتي                                                          |
| 1142     | 4 ديسمبر 1997  | 15-0-0                                           | تمدد ولاية قوة الأمم المتحدة للانتشار الوقائي لفترة نهائية                                                |
| 1143     | 4 ديسمبر 1997  | 15-0-0                                           | امداد العراق برنامج النفط مقابل الغذاء                                                                    |
| 1144     | 19 ديسمبر 1997 | 15-0-0                                           | تمدد ولاية بعثة الأمم المتحدة في البوسنة والهرسك، بما في ذلك فرقة عمل الشرطة الدولية                      |
| 1145     | 19 ديسمبر 1997 | 15-0-0                                           | تأسيس مجموعة دعم من مراقبي الشرطة المدنية في منطقة الدانوب                                                |
| 1146     | 23 ديسمبر 1997 | 15-0-0                                           | تمديد ولاية قوة الأمم المتحدة لحفظ السلام في قبرص                                                         |
| 1147     | 13 يناير 1998  | 15-0-0                                           | تمدد ولاية بعثة مراقبي الأمم المتحدة في بريفلاكا                                                          |
| 1148     | 26 يناير 1998  | 15-0-0                                           | شروط عملية تحديد الهوية للاستفتاء في الصحراء الغربية                                                      |
| 1149     | 27 يناير 1998  | 15-0-0                                           | تمديد ولاية بعثة مراقبي الأمم المتحدة في أنغولا                                                           |
| 1150     | 30 يناير 1998  | 15-0-0                                           | تمديد ولاية بعثة مراقبي الأمم المتحدة في جورجيا                                                           |
| 1151     | 30 يناير 1998  | 15-0-0                                           | تمدد ولاية قوة الأمم المتحدة المؤقتة في لبنان                                                             |
| 1152     | 5 فبراير 1998  | 15-0-0                                           | تمديد ولاية البعثة لمراقبة أكورد دي بانغي]]                                                               |
| 1153     | 20 فبراير 1998 | 15-0-0                                           | تدابير لتسهيل تسليم المساعدات الإنسانية إلى الشعب العراقي                                                 |
| 1154     | 2 مارس 1998    | 15-0-0                                           | قبول العراق لشروط القرار 687 (1991)                                                                       |
| 1155     | 16 مارس 1998   | 15-0-0                                           | تمديد ولاية البعثة لمراقبة أكورد دي بانغي                                                                 |
| 1156     | 16 مارس 1998   | 15-0-0                                           | انهاء البترول عقوبات ضد سيراليون                                                                          |
| 1157     | 20 مارس 1998   | 15-0-0                                           | طرائق وجود الأمم المتحدة في أنغولا                                                                        |
| 1158     | 25 مارس 1998   | 15-0-0                                           | امداد العراق برنامج النفط مقابل الغذاء                                                                    |
| 1159     | 27 مارس 1998   | 15-0-0                                           | يحدد بعثة الأمم المتحدة في جمهورية أفريقيا الوسطى                                                         |
| 1160     | 31 مارس 1998   | 14–0–1 (ممتنع: الصين)                            | فرض حظر الأسلحة ضد جمهورية يوغوسلافيا الاتحادية (صربيا والجبل الأسود)                                     |
| 1161     | 9 أبريل 1998   | 15-0-0                                           | اعادة تفعيل لجنة التحقيق الدولية للتحقيق في انتهاكات حظر توريد الأسلحة ضد رواندا                          |
| 1162     | 17 أبريل 1998  | 15-0-0                                           | نشر موظفو الاتصال العسكري والأمني الاستشاري في سيراليون                                                   |
| 1163     | 17 أبريل 1998  | 15-0-0                                           | تمديد ولاية بعثة الأمم المتحدة للاستفتاء في الصحراء الغربية                                               |
| 1164     | 29 أبريل 1998  | 15-0-0                                           | تمديد ولاية بعثة مراقبي الأمم المتحدة في أنغولا                                                           |
| 1165     | 30 أبريل 1998  | 15-0-0                                           | إنشاء ثالث محكمة ابتدائية في المحكمة الجنائية الدولية لرواندا                                             |
| 1166     | 13 مايو 1998   | 15-0-0                                           | إنشاء الدائرة الابتدائية الثالثة في المحكمة الجنائية الدولية ليوغوسلافيا السابقة                          |
| 1167     | 14 مايو 1998   | 15-0-0                                           | تمديد ولاية بعثة مراقبي الأمم المتحدة في طاجيكستان                                                        |
| 1168     | 21 مايو 1998   | 15-0-0                                           | تقوية قوة الشرطة الدولية في البوسنة والهرسك                                                               |
| 1169     | 27 مايو 1998   | 15-0-0                                           | تمدد ولاية قوة الأمم المتحدة لمراقبة فض الاشتباك                                                          |
| 1170     | 28 مايو 1998   | 15-0-0                                           | منع الصراعات والسلام والأمن في أفريقيا                                                                    |
| 1171     | 5 يونيو 1998   | 15-0-0                                           | إنهاء الحظر على الأسلحة ضد حكومة سيراليون؛ فرض حظر السفر                                                  |
| 1172     | 6 يونيو 1998   | 15-0-0                                           | ادانة التجارب النووية التي أجرتها الهند و باكستان                                                         |
| 1173     | 12 يونيو 1998  | 15-0-0                                           | فرض المزيد من العقوبات ضد يونيتا في أنغولا                                                                |
| 1174     | 15 يونيو 1998  | 15-0-0                                           | تمديد ولاية بعثة الأمم المتحدة في البوسنة والهرسك                                                         |
| 1175     | 19 يونيو 1998  | 15-0-0                                           | تصاريح الدول بتوفير معدات للعراق تسمح لها بزيادة صادرات النفط                                             |
| 1176     | 24 يونيو 1998  | 15-0-0                                           | إجراءات ضد يونيتا في أنغولا                                                                               |
| 1177     | 26 يونيو 1998  | 15-0-0                                           | الحرب الإريترية الأثيوبية بين إريتريا و إثيوبيا                                                           |
| 1178     | 29 يونيو 1998  | 15-0-0                                           | تمديد ولاية قوة الأمم المتحدة لحفظ السلام في قبرص                                                         |
| 1179     | 29 يونيو 1998  | 15-0-0                                           | تسوية النزاع القبرصي                                                                                      |
| 1180     | 29 يونيو 1998  | 15-0-0                                           | تمدد ولاية بعثة مراقبي الأمم المتحدة في أنغولا؛ أستئناف سحب العنصر العسكري                                |
| 1181     | 13 يوليو 1998  | 15-0-0                                           | إنشاء بعثة مراقبي الأمم المتحدة في سيراليون                                                               |
| 1182     | 14 يوليو 1998  | 15-0-0                                           | تمديد ولاية بعثة الأمم المتحدة في جمهورية أفريقيا الوسطى                                                  |
| 1183     | 15 يوليو 1998  | 15-0-0                                           | تمدد ولاية بعثة مراقبي الأمم المتحدة في بريفلاكا                                                          |
| 1184     | 16 يوليو 1998  | 15-0-0                                           | إنشاء برنامجًا لمراقبة المحكمة في البوسنة والهرسك                                                          |
| 1185     | 20 يوليو 1998  | 15-0-0                                           | تمديد ولاية بعثة الأمم المتحدة للاستفتاء في الصحراء الغربية                                               |
| 1186     | 21 يوليو 1998  | 15-0-0                                           | تمدد ولاية قوة الأمم المتحدة للانتشار الوقائي                                                             |
| 1187     | 30 يوليو 1998  | 15-0-0                                           | تمديد ولاية بعثة مراقبي الأمم المتحدة في جورجيا                                                           |
| 1188     | 30 يوليو 1998  | 15-0-0                                           | تمدد ولاية قوة الأمم المتحدة المؤقتة في لبنان                                                             |
| 1189     | 13 أغسطس 1998  | 15-0-0                                           | إدانة تفجيرات سفارة الولايات المتحدة عام 1998 في كينيا وتنزانيا                                           |
| 1190     | 13 أغسطس 1998  | 15-0-0                                           | تمدد ولاية الأمم المتحدة بعثة المراقبين في أنغولا؛ إرسال المبعوث الخاص                                    |
| 1191     | 27 أغسطس 1998  | 15-0-0                                           | الترشيحات للقضاة في المحكمة الجنائية الدولية ليوغوسلافيا السابقة                                          |
| 1192     | 27 أغسطس 1998  | 15-0-0                                           | ترتيبات محاكمة 2 ليبيا بتفجير رحلة بان آم 103                                                             |
| 1193     | 28 أغسطس 1998  | 15-0-0                                           | الحرب الأهلية في أفغانستان (1996-2001)                                                                    |
| 1194     | 9 سبتمبر 1998  | 15-0-0                                           | قرار العراق بتعليق التعاون مع الوكالة الدولية للطاقة الذرية واللجنة الخاصة للأمم المتحدة                  |
| 1195     | 15 سبتمبر 1998 | 15-0-0                                           | تمديد ولاية بعثة مراقبي الأمم المتحدة في أنغولا                                                           |
| 1196     | 16 سبتمبر 1998 | 15-0-0                                           | مراقبة حظر توريد الأسلحة في إفريقيا                                                                       |
| 1197     | 18 سبتمبر 1998 | 15-0-0                                           | التعاون بين الأمم المتحدة ومنظمة الوحدة الأفريقية                                                         |
| 1198     | 18 سبتمبر 1998 | 15-0-0                                           | تمديد ولاية بعثة الأمم المتحدة للاستفتاء في الصحراء الغربية                                               |
| 1199     | 23 سبتمبر 1998 | 14–0–1 (الممتنعون: الصين)                        | حرب كوسوفو في كوسوفو                                                                                      |
| 1200     | 30 سبتمبر 1998 | 15-0-0                                           | الترشيحات للقضاة في المحكمة الجنائية الدولية لرواندا                                                      |